# Zeereservaat

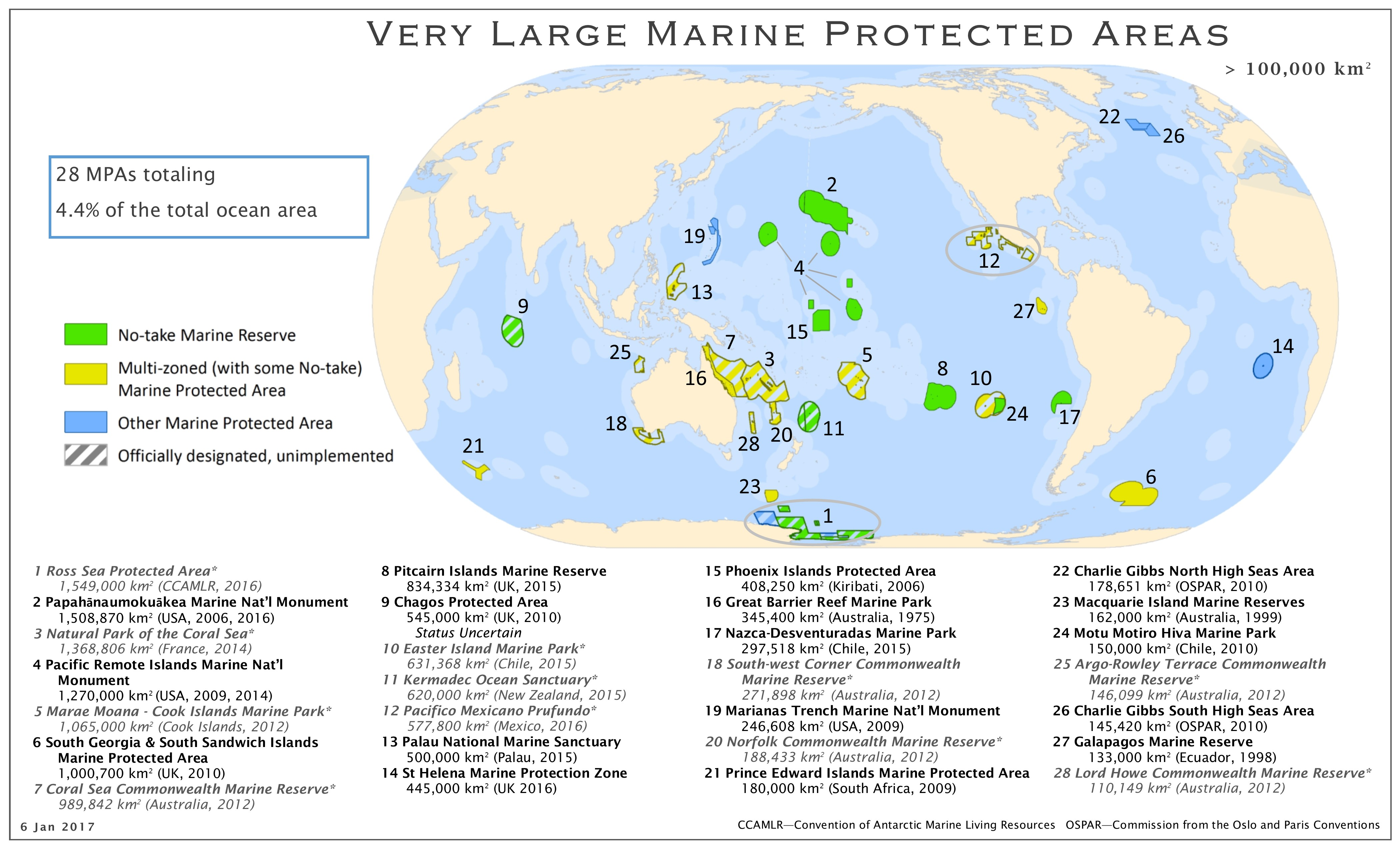
Kaart

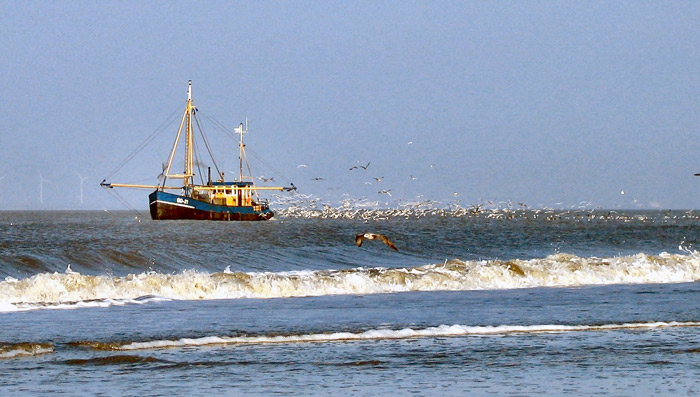
Vissersboot voor de kust van Goeree op de plaats waar een zeereservaat zal worden ingesteld

Een zeereservaat is een gebied, voorlopig zonder nationale of internationale juridische status, waar gebruiksfuncties die een negatieve invloed hebben op de marine waarden, worden beperkt of verboden. In Nederland heeft de discussie rondom dit begrip plaatsgevonden door de instelling voor de kust van Zuid-Holland en Zeeland in de zogenaamde Voordelta van een bodembeschermingsgebied (voorheen: zeereservaat) in te stellen. Dit bodembeschermingsgebied dient ter compensatie van het verlies aan natuurwaarden door de aanleg van de Tweede Maasvlakte.
Het begrip zeereservaat wordt ook door Greenpeace gebruikt. Deze organisatie streeft naar het instellen van 17 zeereservaten in de Noordzee en de Oostzee, waaronder gebieden als de Doggersbank, het Skagerrak en de Waddenzee.

## Zeereservaat voor de Zuid-Hollandse en Zeeuwse kust

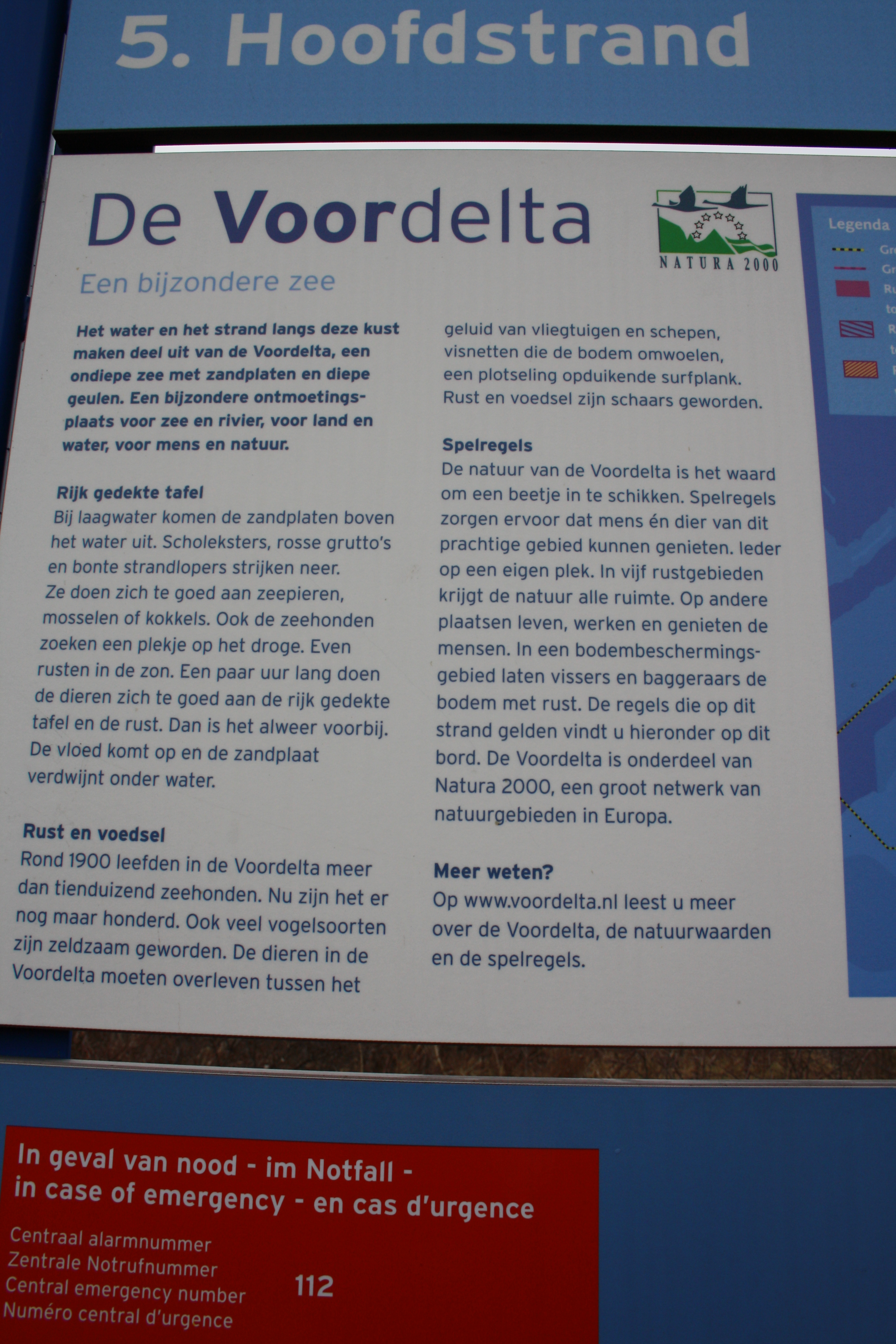
Informatiebord in Kamperland

De aanleg van Maasvlakte-2 gebeurt in het natuurgebied de Voordelta (en met name in het mondingsgebied van de Rijn en de Maas.) Drie gebieden in dit mondingsgebied, de Voordelta, de Kwade Hoek en het Voorne’s Duin hebben een bijzondere status als Speciale Beschermingszone in het kader van de Europese Vogelrichtlijn. Verder geldt dat de genoemde gebieden en de Kop van Goeree ook deze status hebben in het kader van de Europese Habitatrichtlijn. Daarom heeft men besloten de effecten van de landaanwinning voor Maasvlakte-2 te compenseren met de aanleg van een zgn. bodembeschermingsgebied (voorheen: zeereservaat) voor de kust van Voorne, Goeree en Schouwen-Duiveland.
Het bodembeschermingsgebied in dit gebied is een bijzondere zone binnen de al genoemde ‘Speciale Beschermingszone Voordelta’. Op basis van de Natuurbeschermingswet (NB-wet) is voor de Voordelta inmiddels (juli 2008) een beheerplan vastgesteld, waarin beschreven wordt met welke beheermaatregelen de duurzame instandhouding van de soorten en leefgebieden in het gebied worden beschermd. Voor het bodembeschermingsgebied is afgesproken dat er een verhoogd niveau van instandhouding zal gelden, dat wil zeggen dat er extra maatregelen nodig zijn boven op het reeds vigerende beleid. De extra-maatregelen zullen leiden tot een 10% verhoging van de natuurkwaliteit. De landaanwinning bij Maasvlakte-2 omvat 2500 ha. De redenering is nu dat 100% compensatie gehaald wordt door het zeereservaat een omvang te geven van ca. 25.000 ha.
De voorlopige begrenzing van het bodembeschermingsgebied is aan de landzijde de laagwaterlijn, aan de zeezijde de driemijlsgrens, in het noorden het Oostvoornse meer en in het zuiden de Oosterscheldekering.
Binnen het bodembeschermingsgebied is een vijftal rustgebieden aangewezen, waarvoor een serie extra maatregelen ten aanzien van visserij en recreatie ingevoerd gaat worden.
Voor de gehele speciale beschermingszone Voordelta wordt een ‘basisregime’ van kracht. Dat betekent dat bodemberoerende visserij, oppervlakte delfstofwinning, offshore mijnbouw, windmolens en verboden of beperkt zijn.
De 'oude'‘Accent Natuur’ gebieden zijn door de invoering van het Beheerplan Voordelta opgeheven en ze zijn gedeeltelijk vervangen door de rustgebieden. Verstorende activiteiten als kite- en golfsurfen, varen, duiken en plaatbezoek zijn beperkt of verboden.
In een aantal gebieden is een ‘seizoensregime’ ingesteld. De maatregelen zijn in die gebieden van toepassing in bepaalde periodes van het jaar. Met name het vertrek van de Zwarte zee-eenden naar het noorden in het voorjaar maakt het mogelijk om gebieden die gesloten zijn voor dit doel geheel of gedeeltelijk te openen.
Hiervoor is een beheerplan opgesteld.

## Zeereservaten bij Sint Eustatius
Binnen het Sint Eustatius National Marine Park zijn twee zeereservaten aangewezen waar niet gevist mag worden of voor anker mag worden gegaan.

## Zeereservaat voor de Belgische kust
In de zomer van 2006 is voor de Belgische kust bij Heist een gebied van ongeveer 7 vierkante kilometer uitgeroepen tot zeereservaat. Activiteiten als vissen en recreatief varen met motorboten zijn niet langer toegestaan. Dit zeereservaat vormt een ecologisch geheel met het al bestaande strandreservaat Baai van Heist.

## Het zeereservaatsinitiatief van Greenpeace
In het rapport ‘Rescuing the North and Baltic Seas: Marine reserves - a key tool’, signaleert Greenpeace verschillende bedreigingen voor de natuurwaarden in de Noordzee en Oostzee:
- De visserij wordt beschouwd als de belangrijkste bedreiging. Overbevissing heeft geleid tot het nagenoeg verdwijnen van bepaalde commerciële vissoorten. Bijvangsten (soorten die onbedoeld in de netten komen) vormen een groeiend probleem en bepaalde vangsttechnieken zijn zeer schadelijk voor de biodiversiteit op de bodem van de Noordzee en de Oostzee.
- Na de activiteiten van de visserij vormt de vervuiling met alle mogelijke soorten huishoudelijk en industrieel afvalwater een ernstig probleem.
- Eutrofiëring veroorzaakt overmatige algengroei.
- De vervuilende werking van geloosd scheepsafval.

Omdat de natuur in het algemeen en de visbestanden in de Noordzee en de Oostzee in het bijzonder dientengevolge ernstig achteruit zijn gegaan, acht Greenpeace de instelling van zeereservaten nodig.
Greenpeace definieert een zeereservaat als volgt:
Grote oppervlakten zeewater die afgesloten worden voor alle mijnbouwactiviteiten, voor alle visserij-activiteiten en voor het lozen van alle vormen van afval. Bepaalde delen binnen deze zones worden zelfs voor elke menselijke activiteit tot verboden gebied verklaard. Het betreft gebieden die dienen als referentiezones voor het doen van wetenschappelijke waarnemingen of gebieden met extreem gevoelige leefgebieden. Sommige delen gelegen binnen de kustzone kunnen opengesteld worden voor kleinschalige, niet-destructieve vormen van visserij, een en ander binnen de ecologische randvoorwaarden. Verondersteld wordt dat de betrokken lokale gemeenschappen zich volledig achter deze randvoorwaarden stellen. (zie p. 15 uit het rapport Rescuing the North and Baltic Seas: Marine reserves - a key tool, juli 2004)

## Zeereservaten elders in de wereld
Wollf schat in zijn afscheidsrede van 2005 het aandeel van zeereservaten in de territoriale wateren en binnenwateren (naar schatting 10 miljoen vierkante kilometer) op minder dan 10% van de oppervlakte. In de Exclusieve Economische Zone (120 miljoen vierkante kilometer) schat hij het oppervlak aan zeereservaten op 0,1%.

### Afrika
Ook in november 2012 heeft Mozambique van de eilandenarchipels de Primeiras en de Segundas beschermd gebied gemaakt. Daarmee is het grootste zee reservaat (10.409 km²) van Afrika ontstaan. Het natuurgebied bestaat uit tien eilanden voor de noordelijke kust van Mozambique. Het gebied is ecologisch erg waardevol dankzij unieke koraalriffen en de vele zeeschildpadden. Het gebied heeft belangrijke mangrovebossen, een rijke fauna en diepe onderwaterkloven. In de Democratische Republiek Congo ligt het Nationaal park Mangroves aan de monding van de Kongo-rivier.

### Amerika
Een ander reservaat ligt in het gebied van de 'Noordwestelijke Hawaïaanse Eilanden'. Het heeft een oppervlakte van 360.000 vierkante kilometer. Men vindt er circa 7.000 mariene soorten en naar schatting 14 miljoen zeevogels. Hawaïaanse vissers hebben verzet aangetekend uit vrees voor een verbod op de visserij.

### Australië
In Australië is het Groot Barrièrerif sinds juli 2004 een zeereservaat. Men heeft er de commerciële en recreatieve visvangst verboden, maar toeristische activiteiten zijn nog wel toegestaan. De economische betekenis is dan ook groot. Het toerisme in dit gebied biedt aan zo’n 63.000 mensen werk. In november 2012 heeft Australië meer dan 2,3 miljoen vierkante kilometer oceaan bijkomend beschermd, wat het totaal op 3,1 miljoen vierkante kilometer brengt. Vissers mogen er niet langer de netten uitslaan zodat de biodiversiteit er beschermd wordt. Zo werd de grootste beschermde zone op zee gecreëerd.

### Azië
Groot-Brittannië heeft in de Indische Oceaan een van de grootste zeereservaten ter wereld ingesteld (april 2010). In een gebied van 544.000 vierkante kilometer rond de Chagos-Eilanden is visvangst verboden.

### Elders
Verder zijn delen van de wateren rond de sub-arctische eilanden Heard en MacDonaldeilanden aangewezen als zeereservaat. Sinds 1959 zijn de Galapagoseilanden een nationaal park. Ook de oceaan eromheen is uitgeroepen tot zeereservaat in 1981.
Portugal heeft het gebied van de onderzeese vulkaan Formigas Bank bij de Azoren uitgeroepen tot zeereservaat. Noorwegen wees in begin 2003 een gebied van 100 vierkante kilometer ten zuidwesten van de Lofoten aan als zeereservaat.